# ホンダ・CR-X
CR-X（シーアール-エックス）は、本田技研工業がかつて生産していたクーペ型の小型乗用車である。
世代によって正式な車名は異なるが、本田技研工業による分類に倣い、本項では以下の3モデルを統括して記述する。
- バラードスポーツCR-X（BALLADE SPORTS CR-X ） - 「初代」
- CR-X - 「2代目」
- CR-Xデルソル（CR-X delsol ） - 「3代目」

## 概要
初代は同社の小型車シビックの姉妹車・バラードの派生車種として、シビックのフルモデルチェンジに先立って市場に投入された。日本での販売チャンネルはベルノ店。ホンダは発売に際して「FFライトウェイトスポーツ」（「F・Fライトウエイトスポーツ」とも）という新ジャンルであると説明し、以来この言葉は同クラスの車種を分類する際に広く使われることになる。
初代および2代目は後部座席を設定した2+2レイアウトであり、初代では着座位置の座面をやや凹ませ着座位置を下げて頭部スペースを確保し、2代目ではルーフ高が若干高められたためフラットなベンチ風のシートが採用された。ただし、シビック3ドアよりも150mm以上短いホイールベースとファストバックスタイルのボディが影響し、大人が2人座っての長距離移動は困難だった。なお北米仕様には後席はなく、代わりに浅い小物入れが装備されている。
また、これらに共通の特徴として「アウタースライドサンルーフ」がある。短い屋根ゆえに、屋根後半にスライド型サンルーフを格納した場合は開放感を得るに十分な開口面積が確保できないため、ボディの外に電動スライドさせるものである。曲率が大きい屋根を収納する戸袋は厚くなり後部座席の頭部スペースを圧迫するが、車外へ屋根を突出させることで戸袋をなくしこの問題も回避した。
北米では軽量な車重を活かした低燃費仕様も設定され、CAFEの達成に貢献した。
3代目では走行性能を追求してきたそれまでのコンセプトから大きく転換し、開放感を楽しむタルガトップスタイルのボディとなり、1991年に発売されたビートに次ぐ小型オープンカーとなった。これは、北米市場でCAFEの達成に貢献する低燃費仕様としての役割をリーンバーンエンジン搭載車が担うことになり、軽量化の要求がなくなったためである。
ミッドシップ車のようなプロポーションとディテールを生かして、駆動方式をFFからMRに改造したカスタムカーが製作されたこともある。

## 初代・バラードスポーツCR-X AE/AF/AS型（1983年−1987年）

### 概要
1983年7月1日に「バラードスポーツCR-X」として、日本国外では「CIVIC CRX」として発売された。キャッチフレーズは「デュエット・クルーザー」。
リアにハッチゲートを持ち、テールエンドを断ち切った形状のファストバッククーペスタイルのボディは「コーダトロンカ（coda tronca）」または「カムテール（kamm-tail）」、「カムバック（kammback）」と呼ばれ、全長を伸ばすことなく空気抵抗を低減できる特性を持っている。車体の軽さも特徴であり、ABS樹脂とポリカーボネートをベースとした複合材料「H.P.ALLOY（エイチ・ピー・アロイ）」をフロントフェンダーとドア外装板等に、ポリプロピレンをベースとした「H.P.BLEND（エイチ・ピー・ブレンド）」を前後バンパーに採用し、車両重量は760 kg (「1.3」5速MT）/ 800 kg (「1.5i」5速MT）となっている。2,200 mmという非常に短いホイールベースとあいまってハンドリングは極めてクイックであるため、ステアリングの舵角中立部の反応は意識的にやや鈍く設定されていた。
エンジンは、1.5LのEW型エンジン（PGM-FI仕様）と、1.3LのEV型エンジン（キャブレター仕様）の2種類。日本国外向けにはシビック同様1.5Lのキャブレター仕様も設定された。グレードは1.3Lの「1.3」と1.5Lの「1.5i」で、「1.5i」ではアウタースライドサンルーフ、ドライブコンピュータ+デジタルメーター、ルーフベンチレーションなどが選択できたほか、MT仕様のファイナルギアレシオが4.4とローギアード化されており、より加速性能が増している。
サスペンションにも独自の工夫が見られ、フロントにストラット+トーションバー（リアクションチューブで長さを短縮）、リアは右側にのみスウェイベアリングを組み込み、ラテラルロッドをホイールと同軸化した車軸式+コイルスプリングの形式が採用され、総合して「SPORTEC-SUS」と称していた。
北米仕様には、その軽さを生かした超低燃費仕様「CIVIC CRX HF」（1.3Lエンジン）が設定され、シティモードで50MPG（24.8km/L）、ハイウェイモードで56MPG（27.8km/L）と、燃費性能で当時の低燃費No.1を獲得している。
1984年11月1日には、新たに1.6LのZC型エンジンを搭載する「Si」が追加された。スイングアーム式バルブ駆動は、バルブクリアランス調整を容易にする目的で当時いくつかの採用例があったが、ZC型の場合はハイリフト化が主な目的だった。この試みは後の「VTEC」に生かされることになる。シリンダーブロックは「1.5i」のフルサイアミーズ型ブロックをボアアップしたものを採用し、ボア・ストロークは75mm×90mmというロングストローク仕様となっている。
エンジンの高出力化に伴い、駆動系にはFF特有のトルクステアを防ぐため等長ドライブシャフトが新たに採用されたが、ブレーキ構成は軽量な車重とショートホイールベースのため「1.5i」と同様の前輪ベンチレーテッド・ディスク、後輪リーディングトレーリングを踏襲した（フロントブレーキパッドはセミメタルに変更）。なお、「Si」は「1.5i」とは異なりアルミホイールは標準だが、パワーステアリングは非装備で、エアコンやオーディオもオプションであった。外装ではウレタン製のリアスポイラーが標準装備となり、スタビライザーの強化、オイルクーラーの追加、ボンネットには2個の大径カムプーリーを収めるため、S800とシティターボに続いて「パワーバルジ」が設けられ、よりスポーティな印象を増した。その一方で車両重量は860kgに増加した。
1985年9月にマイナーチェンジを実施し、ヘッドライトがそれまでのセミ・リトラクタブル・ヘッドライトから、輸出仕様の「CIVIC CRX」と同じ固定式に変更された。「Si」では内装およびメーターパネルが変更されるとともに、外装ではサイドシルのデザイン変更や前後のバンパーの大型化、ツートーンカラーの廃止がなされた。テレビCMではバックミュージックとしてフランス・ギャル（France Gall）の「涙のシャンソン日記 （Attends ou Va T'En　（1966年））」を採用し、キャッチフレーズも「2人には、Xがいる。」に変更された。また、パワーステアリング付きのモデルが選択できるようになった。アルミホイールはオプション。
ホンダ車のアフターパーツを生産している「無限」が、ブリスター形状の前後フェンダー、フロントマスク、リアスポイラーなどを「無限 CR-X PRO」の名称でリリースし、これらを装備した車両が鈴鹿サーキットのマーシャルカーとして用いられた。
E-AS型の型式名「AS」は、同社の1960年代のスポーツカー「Sシリーズ」の型式名のAS（Automobile Sports）と一致することから、一部のファンには「ホンダスポーツの再来」と受け止める動きもあった。
販売期間中の新車登録台数の累計は4万187台

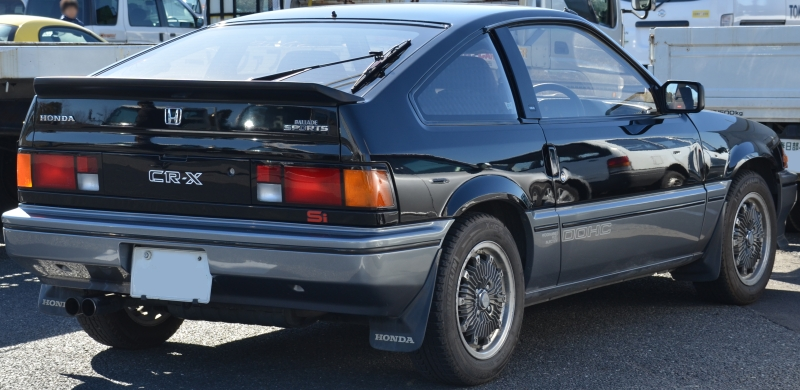
前期型 Si リア
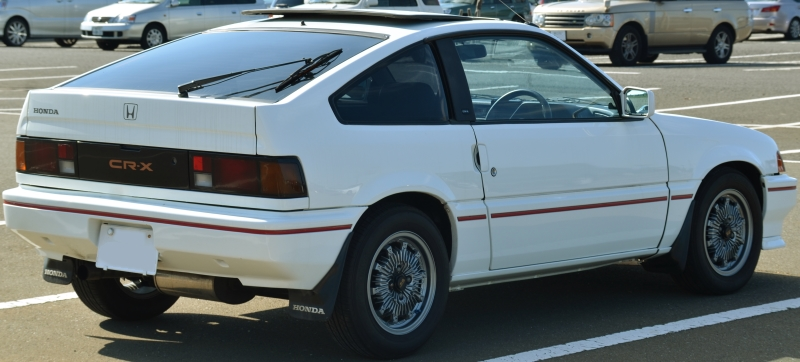
後期型 1.5i リア
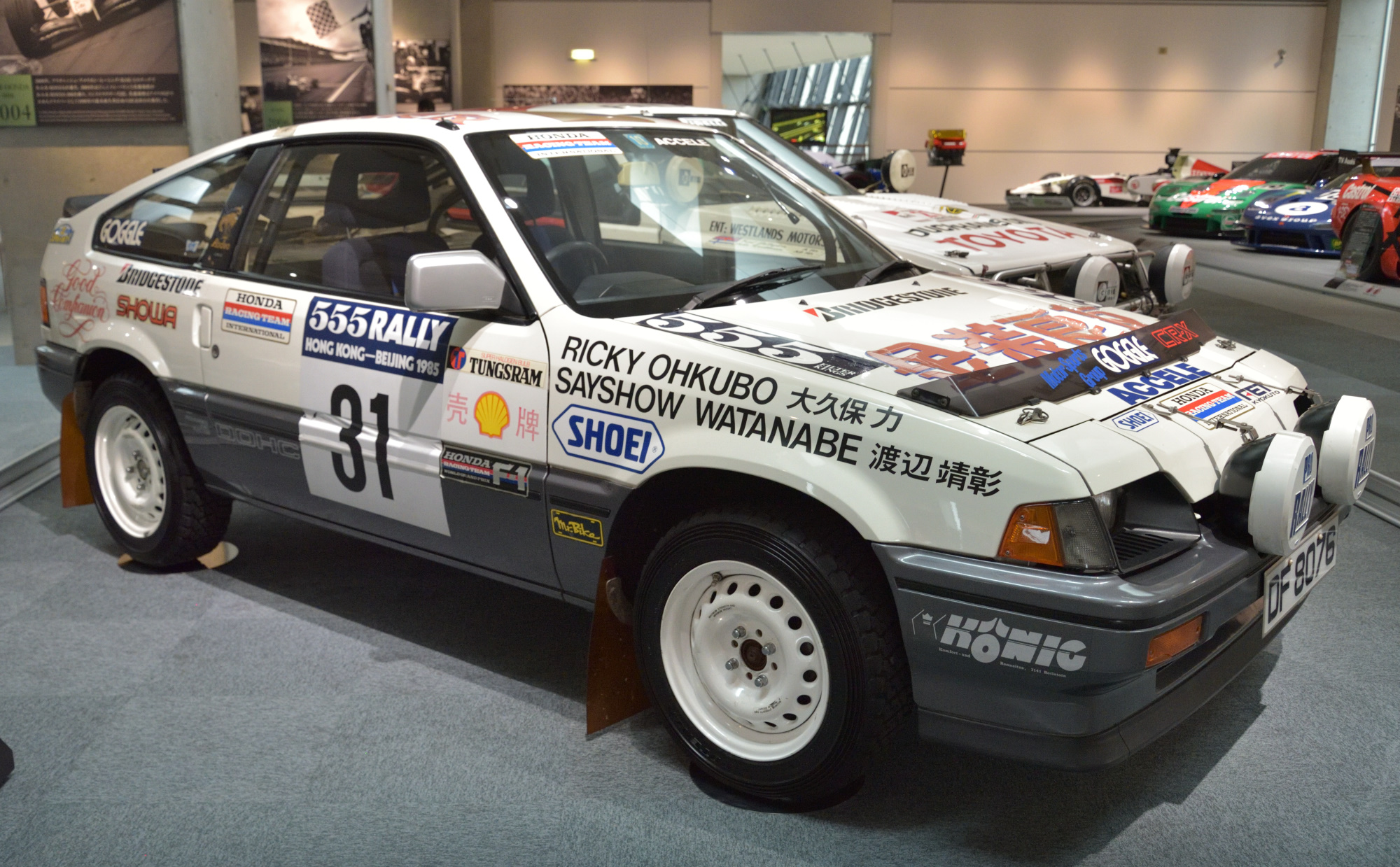
Si ラリー仕様

### 搭載エンジン
|                | EV型                       | EW型                               | ZC型                               |
| -------------- | -------------------------- | ---------------------------------- | ---------------------------------- |
| エンジン種類   | CVCC 水冷直列4気筒横置き   | CVCC 水冷直列4気筒横置き           | 水冷直列4気筒横置き                |
| 弁機構         | SOHCベルト駆動 吸気2 排気1 | SOHCベルト駆動 吸気2 排気1         | DOHCベルト駆動 吸気2 排気2         |
| 最高出力       | 80PS/6,000rpm              | 110PS/5,800rpm                     | 130PS/6,500rpm                     |
| 最大トルク     | 11.3kgf·m/3,500rpm         | 13.8kgf·m/4,500rpm                 | 15.5kgf·m/5,000rpm                 |
| 総排気量       | 1,342cc                    | 1,488cc                            | 1,590cc                            |
| 内径×行程      | 74.0mm × 78.0mm            | 74.0mm × 86.5mm                    | 75.0mm × 90.0mm                    |
| 圧縮比         | 10.0                       | 8.7                                | 9.3                                |
| 燃料供給装置   | キャブレター               | 電子制御燃料噴射式（ホンダPGM-FI） | 電子制御燃料噴射式（ホンダPGM-FI） |
| 使用燃料       | 無鉛レギュラーガソリン     | 無鉛レギュラーガソリン             | 無鉛レギュラーガソリン             |
| 燃料タンク容量 | 41L                        | 41L                                | 41L                                |

## 2代目・CR-X EF6/7/8型（1987-1992年）

### 概要
1987年9月16日に発売。1986年10月にバラードが廃止されたため、車名から「バラード」が外れ単独ネームとなる。グレードは1.5Lの「1.5X」（EF6）と1.6Lの「Si」（EF7）。キャッチフレーズは当時のサイバーパンク流行にあやかり「サイバー・スポーツ」。
スタイルは先代を踏襲しつつ各部がフラッシュサーフェス化され、全体的にワイド&ローなフォルムとなった。先代では難があった後方視界を確保するため、リアエンドに「エクストラウインドウ」が採用された。用いられたガラスには黒のピンドットが配されており、スモークガラスのように車外からは一見して透明には見えないため、外板パネルとの一体感があった。これは、外観デザインで当代最大の特徴とも言える箇所であり、後のインサイトや2代目以降のトヨタ・プリウスがほぼ同様の意匠を採用している。そのシャープなフォルムは当時の若い世代に人気があった。
先代にオプション設定されていたルーフベンチレーションは廃止されたが、アウタースライド式サンルーフの他に「グラストップ」と呼ばれる、UVカットガラス製の屋根を装着する新オプションが設定された。グラストップには熱線反射材としてチタン皮膜が施され、取り外し式のサンシェードも備わっていた。
サスペンションは前後ともダブルウィッシュボーン式サスペンションとなった。
北米仕様には先代と同様に超低燃費仕様のグレード「HF」を設定。D15B6型エンジンに変更されたほか、車体が大きく重くなったものの、シティモードで41MPG（20.3km/L）・ハイウェイモードで50MPG（24.8km/L）の燃費性能を実現している。
また、先代と同様に「無限」が前後バンパーやサイドステップ、リアウイング、マフラーなどを「無限 CR-X PRO.2」の名称でリリースし、鈴鹿サーキットでマーシャルカーとして用いられた。
後期型ではボディ前部の形状変更と、ヘッドライト形状の変更といった若干のフェイスリフトが行われ、全長が前期型の3,775mmから3,800mmとなった。また、前期型では凹型断面のボンネット形状が後期型では凸型に変更され、パワーバルジは不要となり廃止された。
国内向けには限定車も含め、4年半で10色前後のボディーカラーが設定された。なお、欧州向けの前期型は日本国内仕様の外観とほぼ同じだが、後期型はVTEC仕様のみ日本国内とほぼ同じ外観で、それ以外は前期型と同じ凹型断面のボンネットを採用し、バンパー形状は後期の北米仕様に準ずる。また、北米向けは前後期を問わず、日本国内仕様の前期型とほぼ同じデザイン意匠（バンパー形状のみ小変更）であった。

### 年表
1987年9月16日発売。
1988年8月4日のマイナーチェンジの際に、3チャンネル・4wA.L.B.（ABS）装着車が設定された。
1989年9月22日、「VTEC」（可変バルブタイミング&リフト機構）を備えたB16A型エンジンを搭載した「SiR」（EF8）が発表された。最高出力は160PS（ネット値）に達し、排気量1Lあたり100PSという、市販車の自然吸気エンジンとしては驚異的な出力を発揮していた。トランスミッションは5速MTのみの設定で、フロントブレーキが大径化される。
1990年9月のマイナーチェンジでアルミホイールのデザインを変更したほか、電動格納式リモコンドアミラー装着車やSiRのビスカスLSD仕様車が設定された。
1992年2月、生産終了。在庫対応分のみの販売となる。
1992年3月、3代目と入れ替わって販売終了。販売終了前月までの新車登録台数の累計は7万1,832台。

### 搭載エンジン
初期型の搭載エンジンはD15B型エンジン（CVデュアルキャブ仕様）と、ZC型エンジンの2種類。D15B型はSOHCながら1気筒あたり4バルブ（吸気側・排気側それぞれ2バルブ）で、「ハイパー16バルブ」と称していた。「Si」のボンネットには、先代同様パワーバルジが設けられ、「1.5X」との外見判別が容易だった。
1989年9月登場型では、B16A型エンジンが追加された。
|                | D15B型                                            | ZC型                               | B16A型                             |
| -------------- | ------------------------------------------------- | ---------------------------------- | ---------------------------------- |
| エンジン種類   | 水冷直列4気筒横置き                               | 水冷直列4気筒横置き                | 水冷直列4気筒横置き                |
| 弁機構         | SOHCベルト駆動 吸気2 排気2                        | DOHCベルト駆動 吸気2 排気2         | DOHCベルト駆動 吸気2 排気2 VTEC    |
| 最高出力       | 105PS/6,500rpm（MT） 100PS/6,300rpm（AT）         | 130PS/6,800rpm                     | 160PS/7,600rpm                     |
| 最大トルク     | 13.2kgf·m/4,500rpm（MT） 12.8kgf·m/4,500rpm（AT） | 14.7kgf·m/5,700rpm                 | 15.5kgf·m/7,000rpm                 |
| 総排気量       | 1,493cc                                           | 1,590cc                            | 1,595cc                            |
| 内径×行程      | 75.0mm × 84.5mm                                   | 75.0mm × 90.0mm                    | 81.0mm × 77.4mm                    |
| 圧縮比         | 9.5                                               | 9.5                                | 10.2                               |
| 燃料供給装置   | キャブレター（CVデュアルキャブ）                  | 電子制御燃料噴射式（ホンダPGM-FI） | 電子制御燃料噴射式（ホンダPGM-FI） |
| 使用燃料       | 無鉛レギュラーガソリン                            | 無鉛レギュラーガソリン             | 無鉛プレミアムガソリン             |
| 燃料タンク容量 | 45L                                               | 45L                                | 45L                                |

## 3代目・CR-Xデルソル EG1/2/EJ4型（1992年-1999年）
1992年3月6日に発売。ペットネームとして「デルソル（delSol）」の名称が付与され、それまでのハッチバックスタイルから、スイッチ操作のみで屋根をトランクルームの専用ホルダーに収納できる『トランストップ』と名付けられた電動オープントップを最大の特徴とした。このほか、外観は同じながらトップを手動で取り外す仕様も用意されたが、トランストップ仕様のスチール製トップに対し、手動仕様は取り扱いの負担軽減のため軽量なアルミ製とされた。電動仕様は手動仕様に対して重量が50-60kg、価格が17万円上乗せされる。
型式名の「EG」が示すように、同時期の5代目EG型シビックがベースとなっている。エンジンは「SiR」にB16A型エンジンが設定され、最高出力は170PSに向上している。その他、前期型にはD15B型エンジンの「VXi」、後期型にはD16A型エンジンの「VGi」が用意された。
前期型は、ヘッドランプの内側にバンパー埋め込み式の丸いアクセサリーランプを備える4灯式を特徴とする。
1995年10月にマイナーチェンジ。フェイスリフトが行われ、アクセサリーランプを廃した2灯式ヘッドランプとなる。SOHCエンジンは1.6Lに排気量がアップした。全長が4,005mmに伸びた。
1998年12月をもって生産を終了し、翌1999年をもって在庫対応分もすべて販売終了となり、CR-Xの商標は3代16年で幕を閉じた。販売期間中の新車登録台数の累計は1万5,628台。

### 搭載エンジン
|                | D15B型                             | D16A型                             | B16A型                                            |
| -------------- | ---------------------------------- | ---------------------------------- | ------------------------------------------------- |
| エンジン種類   | 水冷直列4気筒横置き                | 水冷直列4気筒横置き                | 水冷直列4気筒横置き                               |
| 弁機構         | SOHCベルト駆動 吸気2 排気2         | SOHCベルト駆動 吸気2 排気2         | DOHCベルト駆動 吸気2 排気2                        |
| 最高出力       | 130PS/6,800rpm                     | 130PS/6,600rpm                     | 170PS/7,800rpm（MT） 155PS/7,300rpm（AT）         |
| 最大トルク     | 14.1kgf·m/5,200rpm                 | 14.9kgf·m/5,500rpm                 | 16.0kgf·m/7,300rpm（MT） 15.6kgf·m/6,500rpm（AT） |
| 総排気量       | 1,493cc                            | 1,590cc                            | 1,595cc                                           |
| 内径×行程      | 74.0mm × 84.5mm                    | 75.0mm × 90.0mm                    | 81.0mm × 77.4mm                                   |
| 圧縮比         | 9.3                                | 9.6                                | 10.4                                              |
| 燃料供給装置   | 電子制御燃料噴射式（ホンダPGM-FI） | 電子制御燃料噴射式（ホンダPGM-FI） | 電子制御燃料噴射式（ホンダPGM-FI）                |
| 使用燃料       | 無鉛レギュラーガソリン             | 無鉛レギュラーガソリン             | 無鉛プレミアムガソリン                            |
| 燃料タンク容量 | 45L                                | 45L                                | 45L                                               |

## CR-Z
2007年10月に開催された東京モーターショー2007では、初代及び2代目と同様のコーダトロンカ形状を有するライトウェイトスポーツカーのコンセプトカー「CR-Z」が出展され、その後2010年2月に市販化された。

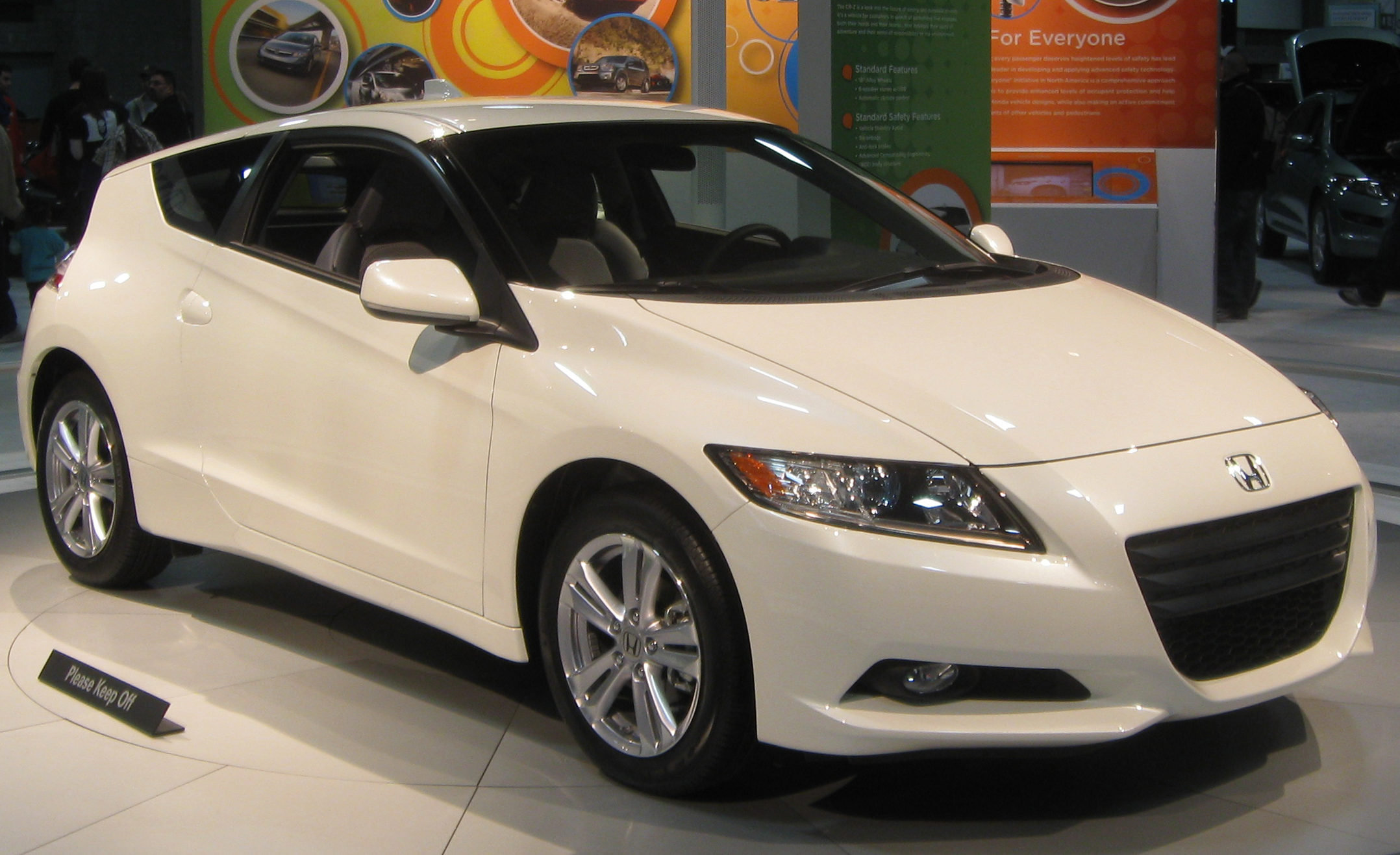
Honda CR-Z（市販化モデル）

## 車名の由来
- CR-X：「シビック・ルネサンス」また「カー・ルネサンス」を表す「CR」と未知数を表す「X」とを合成させたものである[25]。なお、輸出向けは「CRX」とハイフンが入らないが、日本では発売時すでに「CRX」が商標登録されていたため「CR-X」となった。
- del Sol：スペイン語で「太陽の」を意味する[16]。